# Laothoe rufescens
Laothoe rufescens är en fjärilsart som beskrevs av Selys-longsch. 1857. Laothoe rufescens ingår i släktet Laothoe och familjen svärmare. Inga underarter finns listade i Catalogue of Life.